# Захаровское сельское поселение (Чернышковский район)
Заха́ровское се́льское поселе́ние — муниципальное образование в составе Чернышковского района Волгоградской области.
Административный центр — хутор Захаров.

## История
Захаровское сельское поселение образовано 22 декабря 2004 года в соответствии с Законом Волгоградской области № 976-ОД.

## Население
| 2010 | 2012 | 2013 | 2014 | 2015 | 2016 | 2017 |
| ---- | ---- | ---- | ---- | ---- | ---- | ---- |
| 836  | ↘830 | ↘804 | ↘800 | ↘787 | ↘777 | ↘751 |
| 2018 | 2019 | 2020 | 2021 |      |      |      |
| ↘748 | →748 | ↗751 | ↘747 |      |      |      |

## Состав сельского поселения
| № | Населённый пункт | Тип населённого пункта        | Население |
| - | ---------------- | ----------------------------- | --------- |
| 1 | Захаров          | хутор, административный центр | 518       |
| 2 | Попов            | хутор                         | 318       |